# 苏格兰罗姆人和流浪者族群
苏格兰罗姆人（Scottish Romani）是指生活在苏格兰的罗姆人。这包括罗米奇尔人（Romanichal），当地也称为边境吉普赛人(Border Gypsies）和低地罗姆人（低地吉普赛人 / Lowland Gypsies）。
苏格兰流浪者（Scottish Travellers）是苏格兰本土的非罗姆人族群，他们生活或传统上过着游牧生活方式，包括苏格兰高地流浪者（Scottish Highland Travellers）、苏格兰低地流浪者（Scottish Lowland Travellers）和演艺人员（游乐场流浪者 / Funfair Travellers）。这些群体有着独特的历史和传统。
苏格兰罗姆人和流浪者群体被认为是吉普赛、罗姆人和流浪者社群的一部分。

## 名称
罗姆人（Romani people），也称为吉普赛人（Gypsies），是一个起源于印度-雅利安的族群。苏格兰的罗姆人主要包括低地罗姆人、罗米奇尔人以及来自欧洲大陆的罗姆人移民。在过去几代人中，通用的术语吉普赛人（源于一种古老的民间观念，认为罗姆人起源于埃及）有时被视为具有贬义。
在苏格兰，对于非罗姆人的游牧群体，最常见的现代英语统称是苏格兰流浪者（Scottish Travellers）或流浪民族（Travelling Folk），不过各个具体群体在英语或其他语言中还有更特定的名称（参见下文）。苏格兰语中的对应词是Traivellers或Traivellin Fowk。苏格兰盖尔语的术语是Luchd Siubhail或Luchd-siubhail（“流浪民族”，字面意为“旅行者”），或更具体地称为Luchd-siubhail Albannach（'苏格兰流浪民族'）。
定居的不列颠（及爱尔兰）居民常常将不列颠群岛上的所有这些群体统称为补锅匠（Tinkers，原意指流动的白铁匠），该名称现在常被认为具有贬义，其更具侮辱性的衍生词包括Tinks和Tinkies。 这个英语和苏格兰语词汇在盖尔语中有同源词 （单数 ），类似的术语在整个西欧都被用来指代当地类似的群体，因为他们历史上常从事修理家用物品的工作。另一个在整个英国通用的蔑称是“派基人”（Pikeys，也写作Pikies、Pykies；因2000年电影《偷拐抢骗》/ Snatch 而广泛流行，甚至在英国以外地区）。同样具有贬义的“屠宰工”（Knackers，指牲畜处理，这是一种常被强加给流浪者的低贱工作形式）一词已不常见。

## 低地罗姆人与边境罗姆人

### 低地罗姆人 (低地吉普赛人)
低地罗姆人（Lowland Romani），或称低地吉普赛人（Lowland Gypsies），是苏格兰低地（Scottish Lowlands）的一个罗姆人亚群。他们不应与苏格兰低地流浪者（Scottish Lowland Travellers）混淆，后者是土著民族。尽管他们有着不同的起源和文化，低地吉普赛人和苏格兰低地流浪者常常被归为一类，称为“低地吉普赛/流浪者”（Lowland Gypsy/Travellers）。据信，低地吉普赛人与罗米奇尔人（Romanichal）拥有共同的祖先， 并且，与威尔士的 卡莱人（Kalé）一样，他们的语言从罗米奇尔人的语言中分化出来。尽管几个世纪以来他们与苏格兰本土的游牧群体有融合，低地罗姆人仍保留了他们的罗姆文化和方言。
他们与英格兰、威尔士、挪威、瑞典和芬兰的罗姆人群密切相关。他们讲苏格兰罗姆语（Scottish Cant，也称为 Scots Romani），这是一种类罗姆混合语，融合了苏格兰语（Scots）和罗姆语（Romani），类似于盎格鲁-罗姆语（Angloromani）和斯堪的纳维亚-罗姆语（Scandoromani）。

#### 历史
关于罗姆人存在于苏格兰低地的书面证据最早可追溯至1505年。当时——在詹姆斯四世（James IV）统治期间——一本由财政大臣（Lord High Treasurer）保存的账簿中记载了一项支付记录：支付4先令（shilling）给一位名叫彼得·克尔（Peter Ker）的人，让他将国王在亨索尔（Hunthall）的一封信送给“罗姆王”（King of Rowmais）。两天后，国王授权向这位“罗姆王”的使者支付20英镑。1530年，一群罗姆人在荷里路德宫（Holyrood Palace）为苏格兰国王表演舞蹈，一位名叫巴普蒂斯塔（Baptista）的罗姆草药师治好了国王的病痛。 然而，詹姆斯五世于1541年7月致函地方官员和神职人员，要求驱逐“埃及人”（Egiptianes）。
16世纪期间，罗姆人向苏格兰的迁移持续不断，一些罗姆人群在被英格兰驱逐后，在苏格兰得到了接纳。1573年4月，苏格兰枢密院（Privy Council of Scotland）发布公告，命令那些曾获准在全国各地流浪的“埃及人”（Egiptianis）要么离开苏格兰，要么定居一地并从事某种行业。
1651年邓迪（Dundee）的记录记载了被称为“埃及人”的小群体在苏格兰高地（Highlands）的迁移活动，并指出他们与英格兰的吉普赛人性质相同。到1612年，有记录表明罗姆人社区的存在范围已北至设得兰群岛（Shetland Islands）的斯卡洛韦（Scalloway）。
芬兰的罗姆人族群卡洛人（Kàlo）坚称，他们的祖先是原本生活在苏格兰的一个罗姆人群体，后来迁徙到了芬兰； 这是因为卡洛人以及挪威和瑞典的罗马尼塞尔人（Romanisæl）与现今的罗米奇尔人（Romanichal）、卡莱人（Kalé）和低地罗姆人（Lowland Romani）有远亲关系。所有这些群体都拥有共同的祖先，是十六世纪抵达不列颠的罗姆人的后裔。
苏格兰南部的罗姆人曾受到罗思林（Roslyn）家族的保护，并在罗斯林城堡（Roslyn castle）的场地内建立了一个营地。然而，与其邻国英格兰一样，苏格兰议会于1609年通过了一项针对罗姆人群体的法案，即“反埃及人法案”（Act against the Egyptians）；该法案规定，如果已知或被认定具有罗姆人族裔身份，将吉普赛人定罪、拘禁和处决是合法的。
苏格兰拥有罗姆人人口至少已有500年；他们与高地流浪者（Highland Travellers）是截然不同的群体。低地罗姆吉普赛人（Lowland Romani Gypsies）与罗米奇尔人和卡莱人享有共同的文化遗产。在宗教改革之前，他们在苏格兰社会中享有特权地位，但随后他们流浪的生活方式与异域文化使他们遭受了严酷的迫害。
来自英格兰北部（主要在纽卡斯尔-泰恩（Newcastle-Upon-Tyne）和坎布里亚（Cumbria））的罗米奇尔吉普赛人（Romanichal Gypsies）经常前往苏格兰边境地区（Scottish Borders）。一年一度的阿普尔比马市（Appleby Horse Fair）聚会可视为生活在苏格兰低地的低地罗姆人和生活在苏格兰边境地区的边境罗米奇尔人（Border Romanichal）与英国其他罗姆人群体共享的共同文化的一部分。

### 边境罗姆人 (边境吉普赛人 / Border Gypsies)
被称为边境吉普赛人（Border Gypsies）的罗姆人（Romanichal）社区存在于苏格兰边境地区（Scottish borders）。他们讲北方盎格鲁-罗姆语（Northern Angloromani），遵循罗姆人的传统和习俗，在语言和历史文化上与英格兰北部的罗姆人社区完全相同。来自英格兰北部（主要在纽卡斯尔-泰恩（Newcastle-Upon-Tyne）和坎布里亚（Cumbria））的罗米奇尔人也经常进入苏格兰边境地区。他们生活在与低地吉普赛人（Lowland Gypsies）分离且不同的社区中。吉普赛人、罗姆人和流浪者：当代分析
苏格兰的罗姆商人社会地位逐渐上升。到1830年，他们前往斯塔福德郡（Staffordshire）的陶区（potteries）购买瓷器和其他商品，然后主要在诺森伯兰郡（Northumberland）销售这些物品，而他们的基地则在罗克斯堡郡（Roxburghshire）的科克耶瑟姆（Kirk Yetholm）。
到1874年，有记载这样描述这些吉普赛人：“他们黝黑的肤色中带有吉普赛人典型的生理特征……而且……他们说的显然是一种罗姆语”。
一些来自苏格兰的罗姆人是总部设在英格兰的罗姆人组织的成员。 苏格兰的罗姆人在当地被称为边境吉普赛人（Border Gypsies）。

### 苏格兰坎特语、苏格兰-罗姆语或苏格兰式罗姆语
低地罗姆人讲一种融合了苏格兰语（Scots）和罗姆语（Romani）的混合语言，称为苏格兰坎特语（Scottish Cant，也称为 Scots-Romani 或 Scotch-Romani）。这种语言包含高达50%的罗姆语源词汇，其中大部分是源于盎格鲁-罗姆语（Angloromani）的词汇。

## 非罗姆人族群

### 苏格兰低地流浪者
苏格兰低地流浪者（Scottish Lowland Travellers）是一个传统上过着游牧生活的族群，是苏格兰低地（Scottish Lowlands）的土著。

### 苏格兰高地流浪者
苏格兰高地流浪者（Scottish Highland Travellers）是苏格兰的一个族裔文化群体。他们在文化和语言上与苏格兰的罗姆人截然不同。与苏格兰的罗姆人不同，苏格兰高地流浪者起源于原住民。 他们一个富有诗意的英文名称“夏日流浪者”（Summer Travellers）。在苏格兰盖尔语中，他们可能被称为（'工匠'/'手艺人'），这与“补锅匠”（Tinkers）的用法相关。英语、盖尔语或苏格兰语中任何用于统称苏格兰流浪民族（Scottish Travelling Folk）的术语有时也适用于他们，同时还有一个相当贬义的称谓“黑补锅匠”（Black Tinkers）。
据传，经济学家和哲学家亚当·斯密在年幼时曾被高地流浪者绑架，但很快就释放了。